# Friedhelm Fragemann
Friedhelm Fragemann (* 1951 in Dorsten) ist ein deutscher Kommunalpolitiker (SPD). Er war von 1994 bis 1995 Bürgermeister der Stadt Dorsten.

## Leben
Friedhelm Fragemann wurde im Jahr 1985 in den Rat der Stadt Dorsten gewählt. In den Jahren 1991 bis 1994 führte er die SPD-Fraktion im Stadtrat.
Nach der Kommunalwahl 1994 war er vom 31. Oktober 1994 bis zum 8. März 1995 als Nachfolger von Heinz Ritter Bürgermeister der Stadt Dorsten. Er wurde vom Stadtrat mit den Stimmen von SPD und Grünen gewählt. Da später zwei Abstimmungen im Stadtrat entgegen der Koalitionsabsprache mit den Grünen aufgrund von Abweichlern auf Seiten der SPD scheiterten, beendeten die Grünen die Koalition und schlugen den Stadtdirektor und CDU-Mitglied Karl-Christian Zahn zum Nachfolger vor, welcher dann mit den Stimmen von CDU und Grünen zum ersten hauptamtlichen Bürgermeister von Dorsten gewählt wurde. Fragemann wurde stellvertretender Bürgermeister.
Seit 2010 ist er erneut Fraktionsvorsitzender der Dorstener SPD-Ratsfraktion. Fragemann ist zudem stellvertretender Vorsitzender der Tisa von der Schulenburg-Stiftung.
Für die Kommunalwahl 2020 wurde Fragemann von der SPD im Juni 2020 als Spitzenkandidat nominiert. Für eine Kandidatur als Bürgermeisterkandidat stellte er sich jedoch nicht zur Verfügung.
Fragemann war Lehrer für Geschichte und Sozialwissenschaften am Gymnasium Petrinum in Dorsten.
2024 wurde ihm das Bundesverdienstkreuz am Bande verliehen.

## Politische Positionen
(Quelle: )
Fragemann sieht die Schwächung von CDU und SPD in vergangenen Wahlen insbesondere in der Verkennung von gesellschaftlichen Nöten und Sorgen. Dies führe zu gesellschaftlicher Erosion.
Er sieht hier insbesondere die Vernachlässigung der inneren Sicherheit als Problem. Die mangelnde Durchsetzung geltender Regeln und eine unzulängliche Prävention würden zu Rechtspopulismus führen. Fragemann kritisiert eine, seiner Meinung nach, „unkontrollierte Massenzuwanderung“ mit unzureichenden Identitätsprüfungen und die damit verbundene Bildung von Parallelgesellschaften. Er sieht eine Stigmatisierung von „Abweichlern vom politischen Mainstream“ als unangebracht und fordert eine Auseinandersetzung mit Themen, die gängigerweise der AfD zugeschrieben werden. Es bräuchte eine konsequente Ursachenbekämpfung in Form von Null-Toleranz gegen Regelverletzungen, da Appelle und Demonstrationen nichts bewirken würden. Er sieht kriminelle Aktivität von Zugewanderten als strukturelles Problem und kritisiert die Bezeichnung als Einzelfälle.
Einen weiteren Treiber gesellschaftlicher Erosion sieht Fragemann in wirtschaftlicher Ungleichheit. Insbesondere das Schrumpfen der Mittelschicht und gesunkene soziale Mobilität sieht er als Bestätigung der Krisentheorie von Marx. Das Konzept „schlanker Staat“ sei nur die Suche nach Anlagenmöglichkeiten um Privatisierung voranzutreiben.
Identitätspolitik sieht Fragemann grundsätzlich kritisch. Sie würde von tatsächlichen sozialen Problemen ablenken.
Kommunalpolitisch liege das Problem vor allem in der strukturellen Unterfinanzierung der Kommunen. Hier fordert er zur Finanzierung die Einführung einer Vermögenssteuer, einer Transaktionssteuer und die Erhöhung des Spitzensteuersatzes.
Er spricht sich für die Sanierung von Schulen und den Ausbau der OGS zum Zwecke der Integration und der besseren Vereinbarkeit von Familie und Beruf aus. Außerdem ist er für die dauerhafte Sicherung von Schulsozialarbeit.